# São Bernardo
São Bernardo è un comune del Brasile nello Stato del Maranhão, parte della mesoregione del Leste Maranhense e della microregione del Baixo Parnaíba Maranhense.